# Слепнёвская волость
Слепнёвская волость — упразднённая административно-территориальная единица 3-го уровня и бывшее муниципальное образование со статусом сельского поселения в Куньинском районе Псковской области России.
Административный центр — деревня Слепнёво.

## География
Территория волости граничила на севере с Ушицкой и Боталовской, на востоке — с Каськовской, на юге — с Пухновской волостями Куньинского района, на западе — с Великолукским и Усвятским районами Псковской области.
На территории Слепнёвской волости расположены озёра: Ордосно или Турно (5,1 км², глубиной до 6,7 м), Едрино или Едрица (1,1 км², глубиной до 4 м), Встеселовское (0,6 км², глубиной до 4 м), Пыньковское или Рогаткино (0,5 км², глубиной до 3,2 м), Дегтярно (0,5 км², глубиной до 3 м), Дреговское или Дрек или Горевицкое (0,4 км², глубиной до 2,5 м), Малаховка (0,2 км², глубиной до 5,4 м) и др.

## Население
| 2010 | 2012 | 2013 | 2014 | 2015 |
| ---- | ---- | ---- | ---- | ---- |
| 791  | ↘772 | ↘763 | ↘744 | ↘740 |

## Населённые пункты
В состав Слепнёвской волости входили 46 деревень: Слепнёво, Авинцы, Арестово, Балычи, Белавино, Быково, Васютино, Гламазды, Григоркино, Дрег, Котово, Кретивля, Курилово, Куркино, Ларьково, Люткино, Малюткино, Мартьяново, Микушкино, Новый Посёлок, Печково, Поташово, Потеплино, Рябово, Секутьево, Спичино, Токарево, Хомушино, Хрущели, Шарапово, Шестаково, Встеселово, Боровинка, Волково, Евстигнеево, Зябки, Коврыжкино, Кожино, Колотовка, Кошелево, Лазарево, Малахово, Пыньки, Слоново, Стишково, Харитоново.

## История
Законом Псковской области от 28 февраля 2005 года в границах Морозовской и Октябрьской волостей было создано муниципальное образование Слепнёвская волость со статусом сельского поселения с 1 января 2006 года в составе муниципального образования Куньинский район со статусом муниципального района.
Законом Псковской области от 30 марта 2015 года Слепнёвская волость была упразднена и вместе с Боталовской, Назимовской, Ущицкой эти территории 11 апреля 2015 года были объединены во вновь образованную Куньинскую волость.